# کوکر دوخطی
 کوکر دوخطی (نام علمی: Pterocles bicinctus) نام یک گونه از سرده کوکر است.